# 6650 Морімото
6650 Морімото (6650 Morimoto) — астероїд головного поясу, відкритий 7 вересня 1991 року.
Тіссеранів параметр щодо Юпітера — 3,363.